# Rocca di Cento
Die Rocca di Cento, auch Antica Rocca oder Castello della Rocca, ist eine mittelalterliche Festung, die 1378 auf Befehl des Bischofs von Bologna in Cento in der italienischen Region Emilia-Romagna erbaut wurde.
Anders als andere Burgen entstand dieser Komplex nicht auf der Basis vorhergehender Verteidigungsanlagen, sondern wurde nach dem politischen Willen geplant und gebaut, die Bevölkerung von Cento zu kontrollieren und zu verteidigen.
Die kleine Burg, die am gleichnamigen Piazzale liegt, ist durch ein Torturm, drei weitere Türme an den Ecken und einen hohen Bergfried gekennzeichnet. Die Zugbrücken und der Burggraben, der die Rocca di Cento umgab, existieren heute nicht mehr. Die Burg diente noch bis in die zweite Hälfte des 20. Jahrhunderts als Gefängnis.

## Geschichte
Ende des 14. Jahrhunderts wurde die Gegend von Bologna durch eine Reihe von Kriegen und Seuchen verwüstet, die eine ernste, wirtschaftliche und demographische Krise verursachten und als Folge davon zahlreiche Revolten der Bürger von Cento, die der schlechten Regierung durch die Bischöfe müde waren. 1375 brachten die Revoltierenden unter der Führung von Bertrando Bonnevalle alle päpstlichen Vikare um und brannten den Palast nieder.
Außerdem brach im März 1376 in Bologna ein Aufstand gegen die päpstlichen Vikare aus (alle französischer Provenienz und daher von der örtlichen Bevölkerung schlecht gelitten), zu dem ebenfalls die Florentiner anstifteten und die von Geschichtswissenschaftlern zum sogenannten „Krieg der acht Heiligen“ gezählt werden. Nach dem Frieden von Anagi vom 4. Juli 1377 stimmten die Bologneser der Anerkennung der Autorität des Papstes (vertreten durch Giovanni da Legnano) zu, aber nur solange, wie sie dafür eine große, örtliche Autonomie erhielten. Während der nachfolgenden „Regierung des Volkes und der Künste“ wurden in der Stadt Bologna und in ihrem Gebiet großartige Restaurierungen und Stadtplanungen durchgeführt, auch, um die Bologneser Hegemonie zu bestätigen. In diesem Zuge erweiterten und verstärkten die Bologneser die vorhandenen Burgen und bauten darüber hinaus weitere Festungen, Türme, kleine Burgen und befestigte Siedlungen, allen voran die Rocca di Cento.
Die Bauarbeiten begannen im Juni 1378, als die Truppen aus Bologna Cento erreichten, und waren in wenigen Jahren abgeschlossen. Im Staatsarchiv von Bologna gibt es ein Buchhaltungsregister, das vom 18. Oktober bis 27. November 1378 von Barnabò Guidozagni erstellt wurde, in dem die Arbeiten unter der Leitung des Bauingenieurs Lorenzo da Bagnomarino aus Bologna verzeichnet sind: Dieses sehr wichtige Dokument ermöglicht die Rekonstruktion der Kosten, der Materialien und der Arbeitsleistungen, die die mittelalterliche, militärische Baustelle verursachte. Bentivoglio, der Sohn von Azzone Bentivogli, wurde zum ersten Kastellan der Rocca di Cento ernannt.
Die Burg wurde von 1359 bis 1443 belagert.
1456 ließ sie der Kardinal Filippo Calandrini wiederaufbauen und 1483 in der Folge der Einführung der Feuerwaffen anpassen, wogegen sie 1510 auf Geheiß von Kardinal Giuliano della Rovere (der später als Julius II. zum Papst gewählt wurde) erweitern ließ. 1539 überstand die Burg einen Brand.
Von 1597 stammt das Wunder eines heiligen Madonnenbildes, das nach einem Sakrileg zu bluten begann: Dieses verehrte Bild wird heute in dem benachbarten Heiligtum der Beata Vergine della Rocca aufbewahrt.
Mitte des 19. Jahrhunderts diente die Burg als Militärkaserne und galt als bestes Gefängnis des Kirchenstaates. Nach der Einigung Italiens fiel die Burg an den italienischen Staat, der sie bis 1969 als Gefängnis für politische Gefangene und Banditen nutzte. Im Inneren der Zellen im Bergfried finden sich noch Graffiti, die die Herkunft der Gefangenen dokumentieren.
Später wurde die gesamte Burg restauriert; einige Räume sind öffentlich zugänglich, darunter die Kapelle, der Sala della Trifora, die Kanonenstände und das Gefängnis. In der Burg werden regelmäßig Ausstellungen und kulturelle Veranstaltungen organisiert.

## Galeriebilder

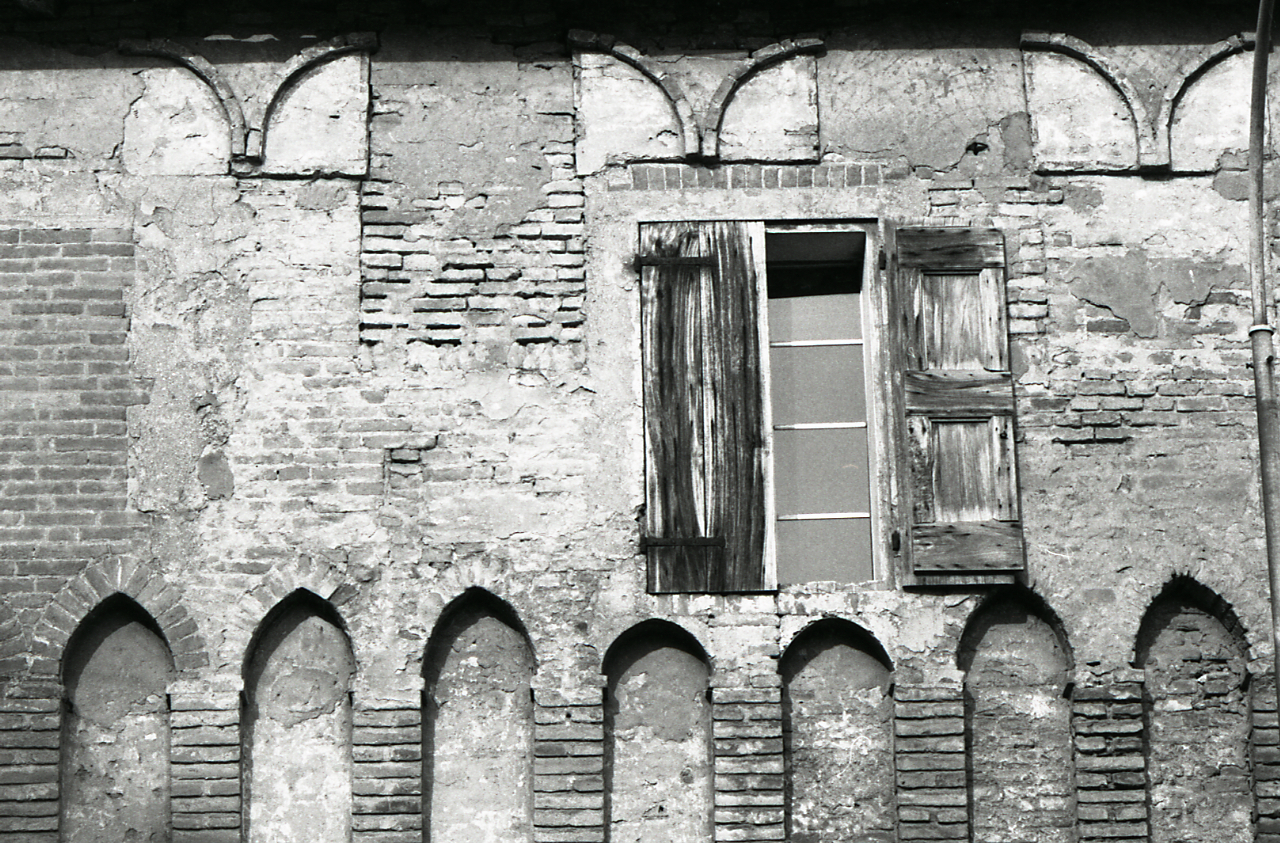
Detail (Paolo Monti, 1975)
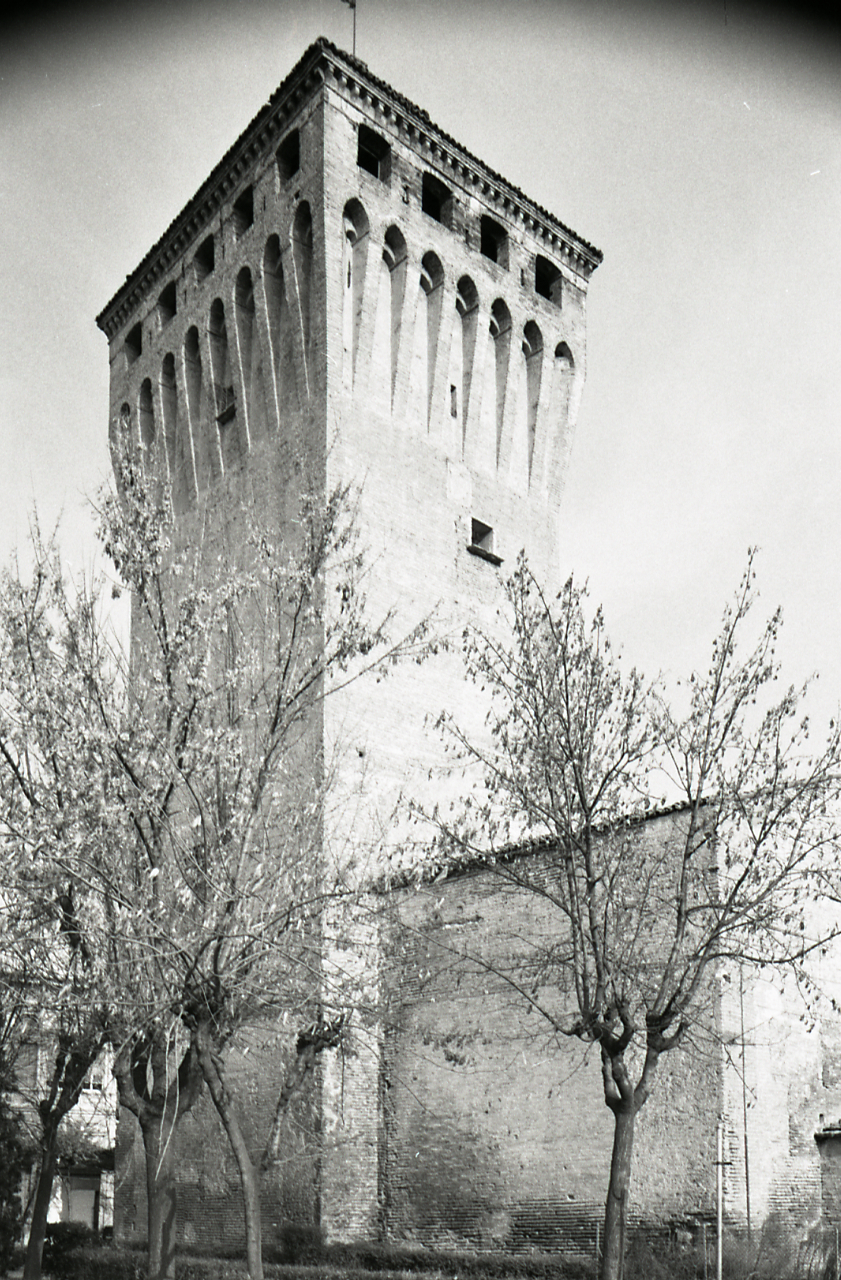
Der Bergfried (Paolo Monti, 1975)
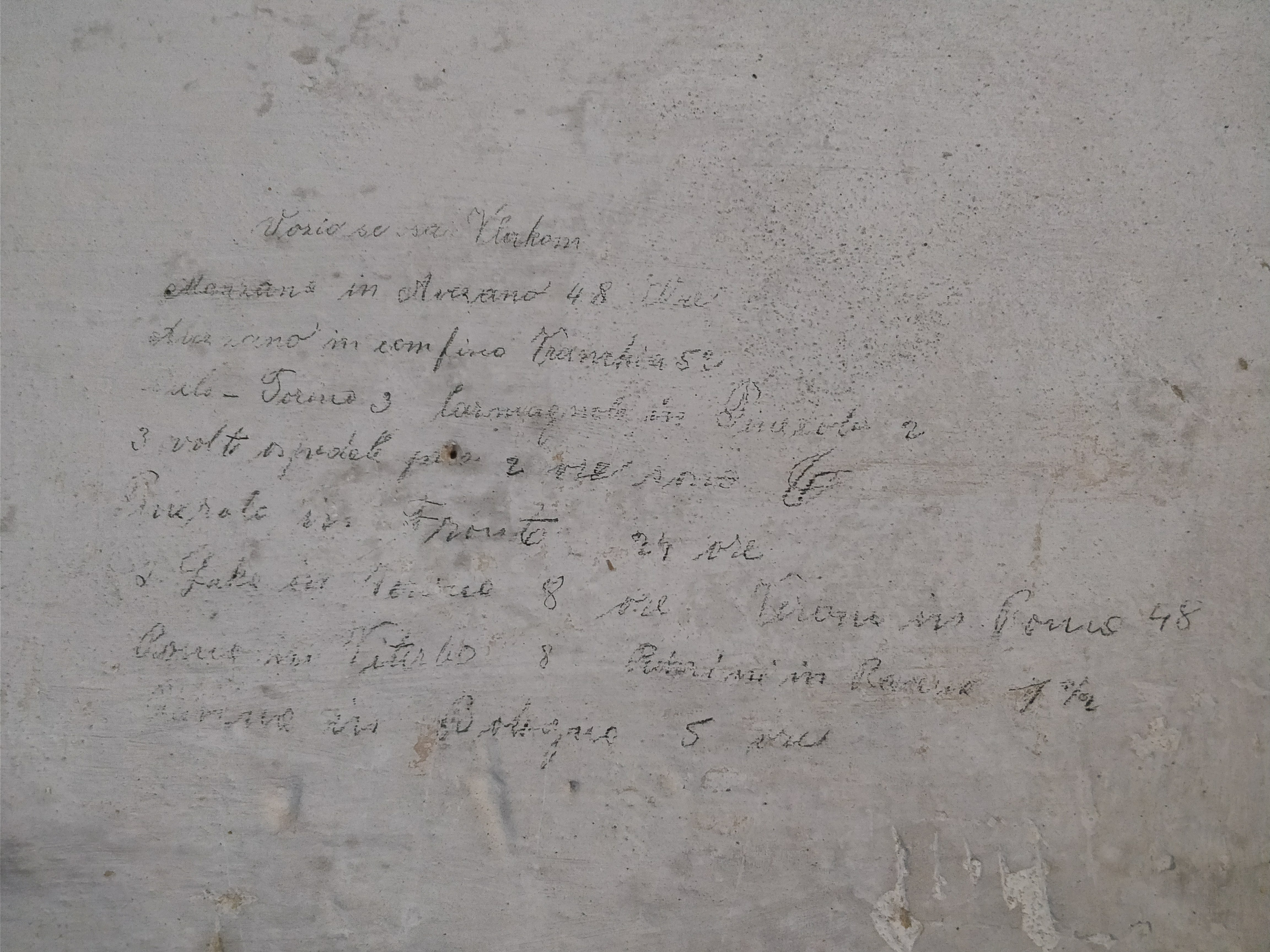
Graffiti in Serbo-Kroatisch(?) in einer der Zellen im Bergfried der Rocca di Cento
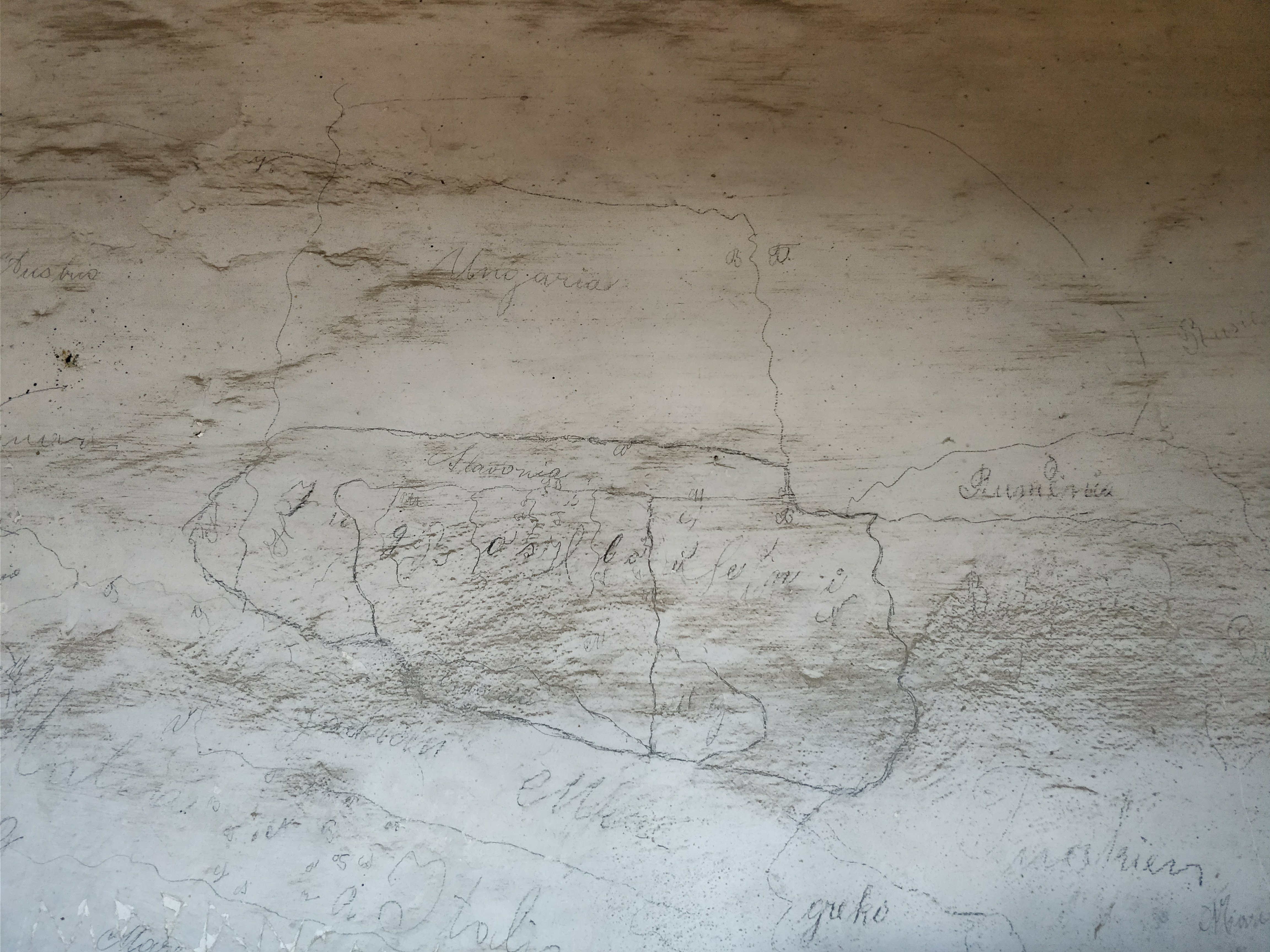
Karte, die von einem Insassen im Inneren einer Zelle der Rocca di Cento gezeichnet wurde